# Valdinievole
Valdinievole o Val di Nievole (pronunciación en italiano: /ˌvaldiˈnjɛːvole/, es un área en la parte suroeste de provincia de Pistoia, Toscana, Italia. El santo Alucio de Campugliano (1070–1134) nació en una familia adinerada y de tierras en el Valdinievole y él atendía a los pobres y los viajeros allí.

## Geografía
El área se compone de 11 municipios: Buggiano, Chiesina Uzzanese, Larciano, Lamporecchio, Massa e Cozzile, Monsummano Terme, Montecatini Terme, Pescia, Pieve a Nievole, Ponte Buggianese, y Uzzano, y tiene una población de casi 120,000. Partes de la comunidad de Altopascio,  Montecarlo, Marliana, y Serravalle Pistoiese también son geográficamente parte del valle.
Los principales asentamientos son  Montecatini y  Monsummano, muy desarrollados en la última parte del siglo XX, además de Pescia, la capital histórica, que tiene el único hospital y Es el asiento del obispo católico.
El nombre del valle se refiere al Nievole  (Nièvole  / ˈnjɛːvole /, de Latín  nebula , que significa niebla), un río que fluye en el este parte del valle, cuyo río principal es sin embargo el  Pescia Maggiore o Pescia di Pescia que, como el  Pescia Minore o di Collodi, fluye en la parte occidental de Valdinievole . Todos los arroyos y ríos de Valdinievole desembocan en el pantano llamado Padule di Fucecchio, la frontera sur entre Valdinievole y el valle Arno en la provincia de Florencia. En los lados norte y este del valle hay colinas, que forman parte de los Apeninos y de las Montalbano.